# Felice Varesi
Pour les articles homonymes, voir Varesi.
Felice Varesi (1813 — 13 mars 1889) est un chanteur d'opéra (baryton) italien né en France, dont la carrière s'étend des années 1830 aux années 1860.

## Biographie
Spécialisé au départ dans les bel canto de Gaetano Donizetti, Felice Varesi a étudié à Milan puis commence sa carrière à Varèse en 1834 puis chante à Faenza, Florence, Modène, Rome, Pérouse et Gênes principalement dans des opéras de Donizetti et Bellini. En 1841 il chante à La Scala, à Milan et de 1842 à 1847 il est demandé à Vienne où il apparait au Kärntnertortheater. Il y crée le rôle d'Antonio dans Linda di Chamonix de Donizetti, et apparait dans plusieurs autres opéras de ce compositeur.
En 1844 il interprète Don Carlo dans Ernani à Padoue, son premier opéra de Verdi, puis plus tard chante le rôle du Doge dans I due Foscari de Verdi. En 1847, à Florence, il crée le rôle-titre dans Macbeth de Verdi, puis, en 1851 à La Fenice, Venise, celui de Rigoletto de Verdi et en 1853 celui Giorgio Germont dans La traviata de Verdi. Varesi dit ne pas aimer pas le personnage de Germont mais chante le rôle malgré tout.
Il part à Londres en 1864 pour jouer Rigoletto — probablement son rôle le plus connu — à Her Majesty's Theatre.
Felice Varesi est connu pour son intelligence, sa musicalité, son jeu d'acteur et pour l'exceptionnelle qualité de sa voix. Il ouvre la voix pour la génération suivante d'interprètes  d'opéra de Verdi comme les barytons Francesco Graziani, Leone Giraldoni et Antonio Cotogni, son rival contemporain étant Giorgio Ronconi (le créateur de Nabucco de Verdi).
Varesi est marié à la soprano Cecilia Boccabadatti Gazzudo. Leur fille, Elena (1844-1920), aussi une soprano, ouvre une école de chant à Chicago à sa retraite de la scène. Il meurt à Milan en 1889 dans un large oubli.

## Sources
- (en) Cet article est partiellement ou en totalité issu de l’article de Wikipédia en anglais intitulé « Felice Varesi » (voir la liste des auteurs).